# Queda do DC-3 PP-ANX
A Queda do DC-3 PP-ANX  faz referência a um acidente aéreo ocorrido em São Paulo, no Brasil, em 10 de abril de 1957. Operado pelo consórcio Real-Aerovias-Nacional, o Douglas DC-3 prefixo PP-ANX realizava o voo Rio – São Paulo das 17h30, previsto para pousar na capital paulista às 19h. No entanto, uma pane em um dos motores obrigou o piloto a tentar um pouso de emergência em Ubatuba. Enfrentando condições climáticas adversas, o DC-3 PP-ANX acabou por bater na encosta do Pico dos Papagaios, na Ilha Anchieta. Dos 26 passageiros e 4 tripulantes a bordo do aparelho, sobreviveram apenas 1 tripulante e 3 passageiros.

## Aeronave
O Douglas DC-3 é uma aeronave que foi desenvolvida para o transporte de passageiros, no final da década de 1930. Por conta de suas qualidades, como versatilidade (poderia ser rapidamente adaptado para o transporte de passageiros/cargas), robustez, fácil manutenção e baixo custo de operação, foram empregados em larga escala pelas Forças Armadas Americanas, durante a Segunda Guerra Mundial.Foram fabricados mais de 10 mil aeronaves para o transporte militar, sendo batizadas de C-47 Dakota. Após o final do conflito, o governo americano decidiu vender a maioria das aeronaves para operadores civis e demais forças aéreas do mundo. Com isso, milhares de aeronaves de transporte de carga do tipo C-47 Dakota foram convertidas para a versão civil DC-3.
No Brasil, a REAL Transportes Aéreos foi fundada em 1946 e operava inicialmente voos entre Rio de Janeiro e São Paulo. Na década de 1950, a REAL tornou-se uma das maiores companhias aéreas do país (em 1959 já era a maior empresa área do Brasil, superando as tradicionais Panair do Brasil, VASP, VARIG e Cruzeiro do Sul) controlando cerca de 30% do mercado aéreo doméstico. Após receber seus primeiros DC-3 em 1946, a REAL chegou a operar 32 aparelhos desse tipo pouco mais de 10 anos depois. Em 1957, com a incorporação da maior parte das ações das empresas Aerovias Brasil e Nacional ao seu patrimônio (formando o Consórcio REAL-Aerovias–Nacional), a REAL se tornou um dos maiores operadores de DC-3 do mundo com 89 aeronaves.
A aeronave acidentada tinha o número de construção 13048 e havia sido construída em 1944. Após voar em missões de transporte na Segunda Guerra pela Força Aérea do Exército dos Estados Unidos, foi vendida à empresa Ranier Air Freights, onde voou por algum tempo até ser vendida em 1956 para a REAL Transportes Aéreos. Ao chegar ao Brasil, a aeronave foi convertida para o transporte de passageiros e receberia o prefixo PP-ANX.

## Acidente
O Douglas DC-3 prefixo PP-AXN do consórcio REAL-Aerovias–Nacional decolou do aeroporto Santos Dumont, Rio de Janeiro, às 17 h 30 min de 10 abril de 1957. O voo tinha como destino o aeroporto de Congonhas, São Paulo, e estava lotado por conta do cancelamento do voo anterior das 15h00min que faria escala em Santos antes de pousar em Congonhas. 
O mau tempo na região da baixada Santista que impediu o voo das 15h00min de ser realizado complicou ainda mais as condições do voo das 17h30 min. Previsto para pousar as 19h 00 min em Congonhas, o DC-3 PP-AXN encontraria mau tempo na divisa estadual Rio São Paulo. Por volta das 18h00 min quando sobrevoava em velocidade de cruzeiro a região de Ubatuba, o motor esquerdo entrou em pane, incendiando-se em seguida. Após infrutíferas tentativas de combater o incêndio, que crescia e ameaçava a segurança do voo, a tripulação fez um pedido de socorro e informou que tentaria pousar em alguma praia no litoral de Ubatuba. 
No entanto, o mau tempo encobria a visão da tripulação de forma que a aeronave sobrevoava perigosamente a Ilha de Anchieta. Quando a tripulação descobriu estar na iminência de um choque contra a encosta do Pico dos Papagaios, tentaram desviar a aeronave da trajetória do Pico. A aeronave, porém, estava com apenas um de seus motores operando e não teve força suficiente para responder aos comandos, perdeu sustentação e se chocou contra a encosta do pico dos Papagaios por volta das 18h20 min.
O choque da aeronave com as árvores da encosta separou as asas da fuselagem, salvando a vida de 3 passageiros e 1 tripulante, enquanto que 23 passageiros e 3 tripulantes morreram por conta dos ferimentos múltiplos pelo choque e/ou queimados pelo combustível.

## Consequências
A aviação comercial do Brasil estava em seu auge nos anos 1950, apesar da concorrência acirrada entre as companhias, principalmente na linha Rio - São Paulo, que originou a criação da ponte aérea em 1959. No entanto, foram realizados apenas investimentos pontuais na infraestrutura aeroportuária. Com isso, as aeronaves voaram com o auxílio de poucos equipamentos e recursos em terra para auxiliá-las durante voos em condições climáticas adversas. Somente em meados da década de 1960 que os aeroportos nacionais receberam grandes investimentos em equipamentos e tecnologia, melhorando as condições de monitoramento e navegação de aeronaves.
As companhias aéreas, porém, pouco investiam no reaparelhamento de suas frotas, operando aviões obsoletos como o DC-3 e C-46, por conta do baixo custo de aquisição, operação e manutenção dessas aeronaves. Essa situação só mudaria no final dos anos 1950, com o início da crise aérea nacional, onde o custo de operação dessas aeronaves obsoletas cresceu ao ponto de torná-las pouco atraentes.
O acidente com o DC-3 PP-ANX ocorreu 3 dias depois do Desastre aéreo de Bagé e marcou o início do declínio da REAL. 
Entre 1957 e 1961, a REAL perdeu sete aeronaves em acidentes que causaram a morte de 99 pessoas entre passageiros e tripulantes, sendo quatro deles ocorridos em um curto intervalo de um ano.
Esses acidentes enfraqueceram a empresa que acabou sendo adquirida pela VARIG em processo ocorrido em agosto de 1961.

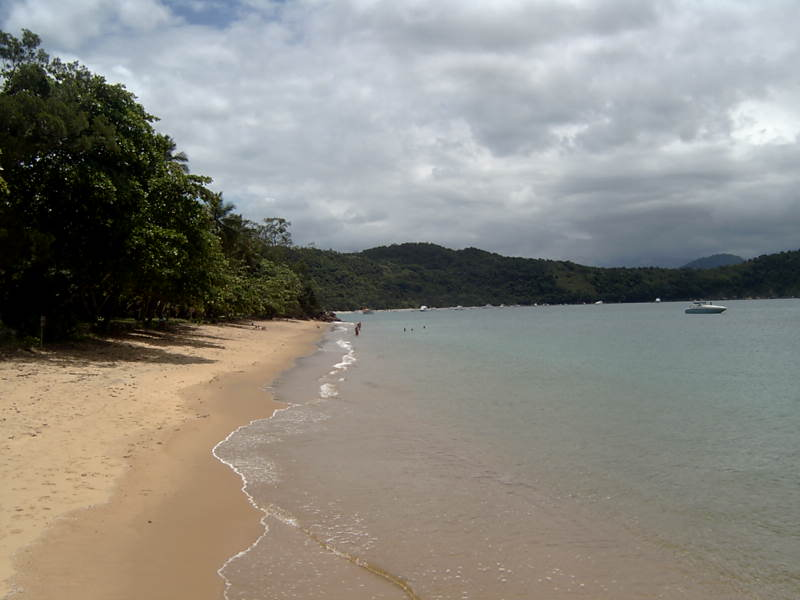
A aeronave cairia no sopé do Pico do Papagaio, localizado na Ilha Anchieta. Por ser uma área de mata fechada de difícil acesso, as equipes de socorro levariam várias horas para alcançarem os destroços.
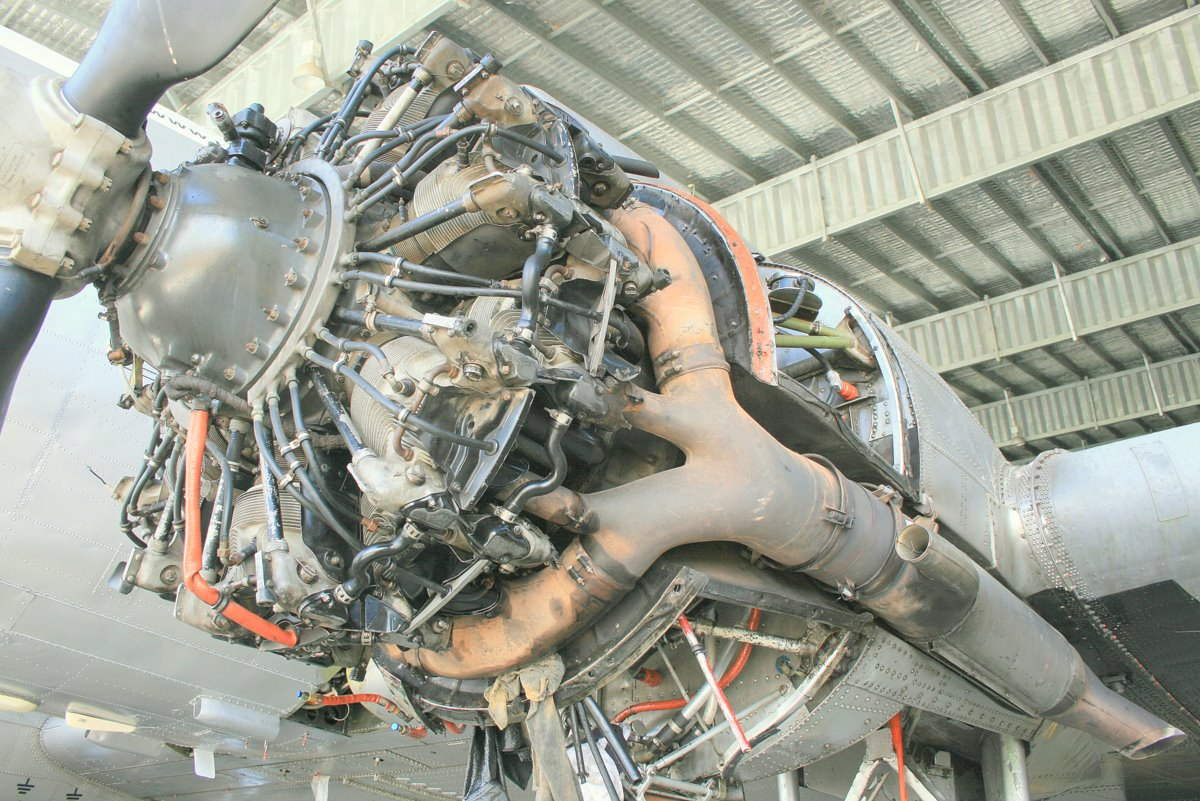
Vista de motor Pratt & Whitney R-1830 Twin Wasp. Esse motor equipava os DC-3 e C-47. Uma pane no motor da asa esquerda seguida de incêndio a bordo causaria a queda do PP-AXN, embora nunca fosse determinada a causa da pane.